# EMC AA
A EMC AA foi uma locomotiva diesel-elétrica construída pela General Motors Corporation Electro-Motive Corporation exclusivamente para a ferrovia Missouri Pacific Railroad (MP) e entregue em agosto de 1940. Somente uma foi construída, com número #7 100, MP 7 100 feita para servir o trem de passageiros Delta Eagle, que fazia a rota entre Memphis, Tennessee e Tallulah, Louisiana.